# Samba Leko
Das Chamba Leko ist eine der zwei Sprachen, die vom Volk der Chamba gesprochen werden – das andere ist das Samba Daka.
Es ist ein Mitglied der Leko-Sprachen innerhalb der Sprachgruppe der Savannensprachen und wird entlang der nördlichen Grenze zwischen Nigeria und Kamerun gesprochen.
Chamba wird auch 'Samba' genannt, Leko auch 'Leeko', 'Lego' oder 'Lekon'. Die Sprache ist zudem auch als Suntai bekannt.